# Odin fra Lejre
Odin fra Lejre er en lille støbt sølvfigur fra ca. år 900 e.Kr.. Det er foreslået, at figuren forestiller guden Odin siddende i sit højsæde Lidskjalv, flankeret af ravnene Hugin og Munin på armlænene. Den lille sølvfigur er fundet af amatørarkæologen Tommy Olesen i september 2009 i forbindelse med en af ROMUs udgravninger af kongesædet fra yngre jernalder i Gammel Lejre og er nu udstillet på Lejre Museum.
Den lille figur er støbt i sølv og forgyldt og indlagt med niello, en sortfarvet metallegering. Den er 18 mm høj og vejer 9 gram.
Roskilde Museum meddeler, at figuren forestiller den øverste af de nordiske guder, Odin, siddende på sin trone forsynet med attributter, der viser hans kraft og dominerende position.
Odin er iført en kappe og sidder på sit kunstfærdige højsæde, Lidskjalv, som gav ham magiske kræfter. Når Odin sad her, kunne han skue ud over hele verden. De to fugle på tronens armlæn er ravnene Hugin og Munin, som støttede Odins udsyn og alvidenhed. Hver morgen fløj de ud i verden og om aftenen, når de vendte tilbage, underrettede de Odin om, hvad der var foregået. Ryglænet er udsmykket med to hoveder, der tolkes som Odins to ulve Gere og Freke. Figuren bærer en udsmykning om hals og bryst, som kan være guldringen Draupner, der hver niende nat dryppede otte nye ringe.
Fremstillingen af Odin på sin trone er den ældste af sin slags og den eneste fra vikingetiden (ca. 750-1050). Fundet af figuren er med til at underbygge teorierne om Lejre som kongelig residens, som den fremstilles i Skjoldungesagaen.

## Andre tolkninger
Da figuren er iklædt en dragt, der går ned til fødderne, har den svenske arkæolog Martin Rundkvist foreslået, at figuren forestiller en kvinde i kjole. Han argumenterer for, at vikingetidens ikonografi havde klare konventioner for, hvordan mænd og kvinder blev afbilledet, og at mænd ikke var iført kvindetøj. Han mener, at figuren forestiller en højtstående kvindelig gudinde som Freja eller Frigg. Else Roesdahl påpeger, at det ikke er umuligt, at figuren forestiller Odin, da han i rituelle sammenhæng var i stand til at skifte køn. Men hun mener, at figuren sandsynligvis er Freja siddende i et højsæde, der understreger hendes høje status.